# Radivoje Manić
Radivoje Manić (nacido el 16 de enero de 1972) es un exfutbolista serbio que se desempeñaba como delantero.
En 1997, Radivoje Manić jugó para la selección de fútbol de Serbia y Montenegro.

## Trayectoria

### Clubes
| Club                 | País          | Año         |
| -------------------- | ------------- | ----------- |
| FK Radnički Pirot    | Yugoslavia    | 1988 - 1991 |
| FK Radnički Niš      | Serbia        | 1991 - 1992 |
| FK Dubočica          | Serbia        | 1992        |
| FK Radnički Pirot    | Serbia        | 1992 - 1993 |
| FK Radnički Niš      | Serbia        | 1993 - 1995 |
| Busan I'Cons         | Corea del Sur | 1996 - 2002 |
| Cerezo Osaka         | Japón         | 1998        |
| FK Radnički Pirot    | Serbia        | 2003 - 2004 |
| FK Napredak Kruševac | Serbia        | 2003        |
| Incheon United FC    | Corea del Sur | 2004 - 2005 |
| FK Radnički Pirot    | Serbia        | 2006        |
| FK Sevojno           | Serbia        | 2006 - 2007 |
| OFK Mladenovac       | Serbia        | 2007        |

### Selección nacional
| Selección | País                | Año  |
| --------- | ------------------- | ---- |
| Absoluta  | Serbia y Montenegro | 1997 |

## Estadística de equipo nacional
| Selección de fútbol de Serbia y Montenegro | Selección de fútbol de Serbia y Montenegro | Selección de fútbol de Serbia y Montenegro |
| Año                                        | Part.                                      | Goles                                      |
| ------------------------------------------ | ------------------------------------------ | ------------------------------------------ |
| 1997                                       | 1                                          | 0                                          |
| Total                                      | 1                                          | 0                                          |